# Bolinichthys longipes
Bolinichthys longipes és una espècie de peix de la família dels mictòfids i de l'ordre dels mictofiformes.

## Morfologia
- Els mascles poden assolir 5 cm de longitud total.
- Nombre de vèrtebres: 32-35.[4][5]

## Reproducció
És ovípar amb larves i ous planctònics.

## Hàbitat
És un peix marí i d'aigües profundes que viu entre 50-725 m de fondària.

## Distribució geogràfica
Es troba a l'Índic, el Pacífic i el Mar de la Xina Meridional.